# LFG Roland D.I
Le LFG Roland D.I était un avion de chasse allemand de la Première Guerre mondiale. Il a été surnommé Haifisch  (requin) à cause de sa forme aérodynamique.